# Abbás ibn Firnás
Abbás ibn Firnás (810 Ronda – 887 Córdoba) byl vědec a umělec berberského původu, žijící v Córdobském emirátu. Věnoval se hudbě a poezii, vyrobil zvětšovací sklo, metronom a vodní hodiny, založil v Córdobě planetárium, přinesl do Evropy desítkovou soustavu. Je uznáván jako jeden z průkopníků letectví: podle spisu alžírského historika al-Makkarího skočil Abbás ibn Firnás v roce 852 z věže córdobské Mezquity vybaven dřevěnou konstrukcí s napjatým plátnem, která zmírnila jeho let podobně jako padák. V roce 875 vyzkoušel kluzák vlastní výroby z hedvábí a ptačích per, s nímž po desetiminutovém letu z horského úbočí bezpečně přistál.
Je po něm pojmenováno letiště Abbáse ibn Firnáse v Bagdádu, most Abbáse ibn Firnáse v Córdobě a kráter na Měsíci.